# محسن راستانی
محسن راستانی (زاده ۶ دی ماه ۱۳۳۷ خرمشهر) عکاس اهل ایران است.

## تحصیلات
راستانی دارای لیسانس رشتهٔ عکاسی از دانشکدهٔ هنرهای زیبا دانشگاه تهران است و به عنوان عکاس و مدرس رشتهٔ عکاسی فعالیت دارد. راستانی عکاس خبرگزاری جمهوری اسلامی ایران در سال ۱۳۵۹، مسئول بخش عکاسی جهاد دانشگاهی دانشگاه تهران ۱۳۶۴، دبیر سرویس عکس مجله تصویر، دبیر سرویس عکس روزنامه صبح امروز، مدرس دانشکده هنرهای زیبا دانشگاه تهران، عضو هیئت مؤسس انجمن صنفی عکاسان مطبوعات ایران، عضو هیئت مؤسس انجمن عکاسان ایران، عضو شورای سیاستگذاری یازدهمین بی ینال عکس ایران موزه هنرهای معاصر، داوری چندین جشنواره و مسابقه عکاسی، شرکت در چندین نمایشگاه جمعی و انفرادی در داخل و خارج از کشور، دریافت چندین جایزه و برگزیده آثار در مسابقات داخلی و خارجی، نویسنده چندین مقاله در مطبوعات ایران از جمله فعالیت‌های این هنرمند عکاس است. او پروژه‌های عکاسی مانند جنگ ایران و عراق، آلمان، کیش، بیروت لبنان، لهستان، خانواده ایرانی، بوسنی و هرزگوین، ارمنستان و عکاسی تبلیغات را در کارنامهٔ فعالیت عکاسی‌اش دارد. راستانی در جریان نمایش بخشی از آثارش در نمایشگاه آثار نه هنرمندایرانی در آمستردام گفت: «حدود سی سال است که در جامعه ایران یک تغییر بنیادین رخ داده که برخی با آن موافق و برخی با آن مخالفند، اما من در این مرزبندی‌ها شرکت نمی‌کنم؛ نقش من تنها به عنوان یک گزارشگر تاریخی است».

## کتاب
زمان سخت، ناشر: نشر عکاسان انقلاب و دفاع مقدس، اسفند ۱۳۹۳

## نمایشگاه گروهی
- نه هنرمند از ایران (امیر فرهاد ،نیوشا توکلیان، افسون، تهمینه منزوی، فرزاد کوهن، ملودی هژبرسادات، آزاده قطبی)، گالری فرانسیس بوسکه، آمستردام 1393[۴]
- عکس اندرونی (عکس معاصر ایران)، گالری هما، تهران ۱۳۸۹[۵]